# ضمور العضلات الشوكي القاصي الخلقي
ضمور العضلات الشوكي القاصي الخلقي هو حالة وراثية تتميز بضمور العضلات، خاصةً العضلات البعيدة في الساقين واليدين، والتقفعات المبكرة (قصر دائم في العضلات أو المفاصل) في الورك والركبة والكاحل. غالبًا ما يكون لدى الأفراد المصابين أطراف سفلية أقصر مقارنةً بالجذع والأطراف العلوية. تنتج هذه الحالة عن فقدان خلايا القرن الأمامي التي تعصب المناطق القطنية والرقبية في وقت مبكر من الطفولة، والذي ينتج بدوره عن طفرة في جين TRPV4. يُورث الاضطراب بطريقة وراثية سائدة. عادةً ما تحافظ عضلات الذراع على حالة ووظيفة جيدة، وكذلك عضلات القلب وجهاز التنفس.

## العلامات والأعراض
تكون التظاهرات على الشكل التالي
- ضعف عضلي عصبي المنشأ
- ضمور (في الأطراف السفلية والعلوية)
- حنف القدم
- اعوجاج المفاصل
- انحراف العمود الفقري جانبيًا
- شذوذات فقرية خلقية
- قدم جوفاء
- شلل جزئي للحبل الصوتي

## الأسباب
يحدث الضمور العضلي الفقري الخلقي بسبب طفرة في جين TRPV4 الموجود في 12q23-12q24.1. تؤدي الطفرة إلى مستويات أقل من التعبير عن جين TRPV4 عند المصاب، ويمكن أن يؤدي هذا النقص إلى تنظيم تناضحي غير طبيعي. إن ضمور العضلات الشوكي القاصي الخلقي متغاير وراثيًا، مما يعني أن حدوث طفرة في هذا الجين يمكن أن يسبب بالنتيجة عدد كبير من الأمراض الأخرى المرتبطة بالنمط الظاهري أو غير المرتبطة بالنمط الظاهري اعتمادًا على المنطقة التي حصلت فيها الطفرة.

## التشخيص
يجب تقديم دلائل من الفيزيولوجيا الكهربية تثبت إزالة التعصيب مع نتائج التوصيل العصبي الحسي والحركي السليم باستخدام دراسات التوصيل العصبي، عادةً بالتزامن مع تخطيط كهربائية العضل. يُعد وجود الكمون متعددة الأطوار والرجفان أثناء الراحة من سمات ضمور العضلات الشوكي القاصي الخلقي. تفيد الوسائل التالية في التشخيص:
- دراسة توصيل العصب، لاختبار التعصيب
- تخطيط كهربائية العضل، أيضًا مفيد في تحري إزالة التعصيب
- الأشعة السينية، لتحري التشوهات العظمية
- التصوير بالرنين المغناطيسي
- الخزعة العضلية
- مستوى إنزيم كيناز الكرياتين في الدم، والذي يرتفع عادةً عند الأفراد المصابين
- فحص وظائف الرئة

## التدبير
إن سير المرض في ضمور العضلات الشوي القاصي الخلقي يكون مستقر نسبيًا، إذ تُعزى الإعاقة أساسًا إلى زيادة التقلصات بدلًا من فقدان قوة العضلات. كثيرًا ما يستخدم الأفراد العكازات و/أو أجهزة تقويم الركبة والكاحل و/أو أجهزة تقويم القدم أو الكراسي المتحركة. يمكن أن تكون جراحة العظام خيارًا عند بعض المرضى الذين يعانون من ضعف شديد في الحركة. يمكن أن يساعد العلاج الطبيعي والعلاج المهني في منع حدوث المزيد من التقلصات، على الرغم من أنهما لا يعكسان آثار التقلصات الموجودة مسبقًا. تقترح بعض الأدبيات استخدام التحفيز الكهربائي أو ذيفان الوشيقية لوقف تطور التقلصات.